# Sterrhochaeta minuta
Sterrhochaeta minuta là một loài bướm đêm trong họ Geometridae.